# San Isidro (Davao Oriental)
San Isidro (Bayan ng San Isidro) är en kommun i Filippinerna. Kommunen ligger på ön Mindanao, och tillhör provinsen Davao Oriental. Folkmängden uppgår till 31 705 invånare.

## Barangayer
San Isidro är indelat i 16 barangayer.
| - Baon - Bitaogan - Cambaleon - Dugmanon - Iba - La Union - Lapu-lapu - Maag | - Manikling - Maputi - Batobato (Pob.) - San Miguel - San Roque - Santo Rosario - Sudlon - Talisay |